# فرانک برنهارد
فرانک برنهارد (انگلیسی: Franck Bernhard؛ زادهٔ ۷ مارس ۱۹۷۶) بازیکن فوتبال اهل فرانسه است.
از باشگاه‌هایی که در آن بازی کرده‌است می‌توان به باشگاه فوتبال مادرول، باشگاه فوتبال سرکل بروژ، و باشگاه فوتبال استراسبورگ اشاره کرد.